# Lithomyrtus repens
Lithomyrtus repens är en myrtenväxtart som beskrevs av Neil Snow och Gordon P. Guymer. Lithomyrtus repens ingår i släktet Lithomyrtus och familjen myrtenväxter.
Artens utbredningsområde är Northern Territory, Australien. Inga underarter finns listade i Catalogue of Life.